# Золочение

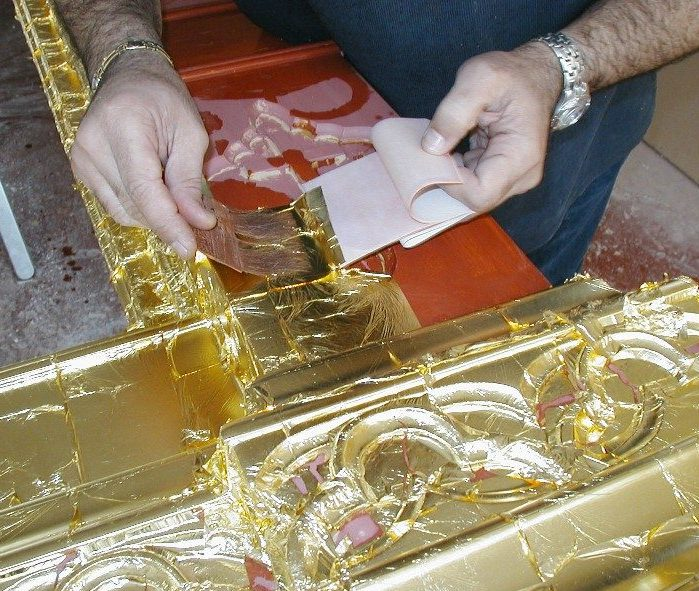
Золочение деревянной рамки сусальным золотом

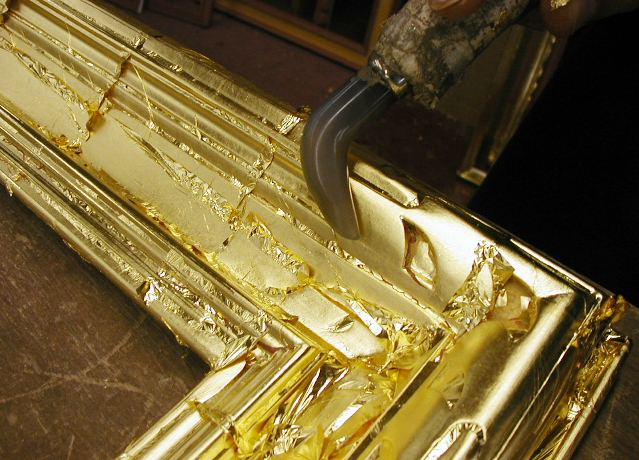
Позолоченный каркас готов к полировке с помощью инструмента по камню из агата

Золоче́ние (золотить) — технологический процесс и методика покрытия декоративных изделий, столовых приборов, вещей и иных предметов или сооружений тонким слоем металлического или сусального золота — позолотой — в художественно-прикладном и декоративном творчестве, в иконографии, в геральдике, в ювелирном производстве, в зодчестве и реставрационных работах, с целью придания им богатого или роскошного декоративно-эстетического вида, и в некоторых случаях — с целью защиты от разрушения и окисления (коррозии) покрываемой золотом поверхности или основы.

## Особенности

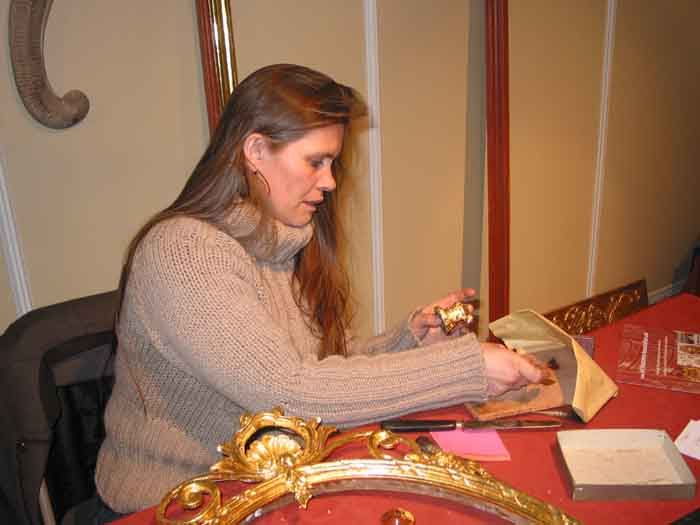
Золочение предметов

Методы золочения могут быть различными: это и нанесение краски или специализированной пасты, приготовленных из металлического пигмента золота (в иконографии или изобразительном искусстве), и наложение на поверхность тонкой фольги из сусального золота, и напыление с металлизацией, гальваника (или гальванизация), а также некоторые другие. Мастера по золочению называются позолотчиками.

## Историческая справка
Геродот в своих работах упоминает, что египтяне покрывали позолотой (золотили) изделия из дерева и металлов. Эти артефакты впоследствии были найдены историками в археологических раскопках. Древнегреческие хрисоэлефантинные скульптуры из золота и слоновой кости также изготавливалась методами золочения с нанесением листового золота на деревянную основу. Декоративная позолота использовалась также в украшении пропилеев. Плиний Старший сообщает, что первая позолота появилась в Риме после разрушения Карфагена, при преторе Луции, когда римляне начали украшать позолотой потолки своих храмов и дворцов, и Капитолий стал первым местом, где был использован процесс золочения. Плиний добавляет, что роскошь распространялась так быстро, что за очень короткое время можно было бы увидеть позолоту даже в бедных жилищах. Вследствие сравнительно большой толщины использованного сусального золота в древности, её следы остаются прочными до сих пор. Золочение металлов восходит к IV веку до н. э., свидетельствуют Плиний и Витрувий, использовалось оно также и в период раннего Средневековья (по сообщениям Феофила). В Европе более распространённым было серебрение, а не позолота, в Китае же наоборот. Древние китайцы освоили золочение фарфора, методы которых позже были освоены французами и другими европейскими гончарами.

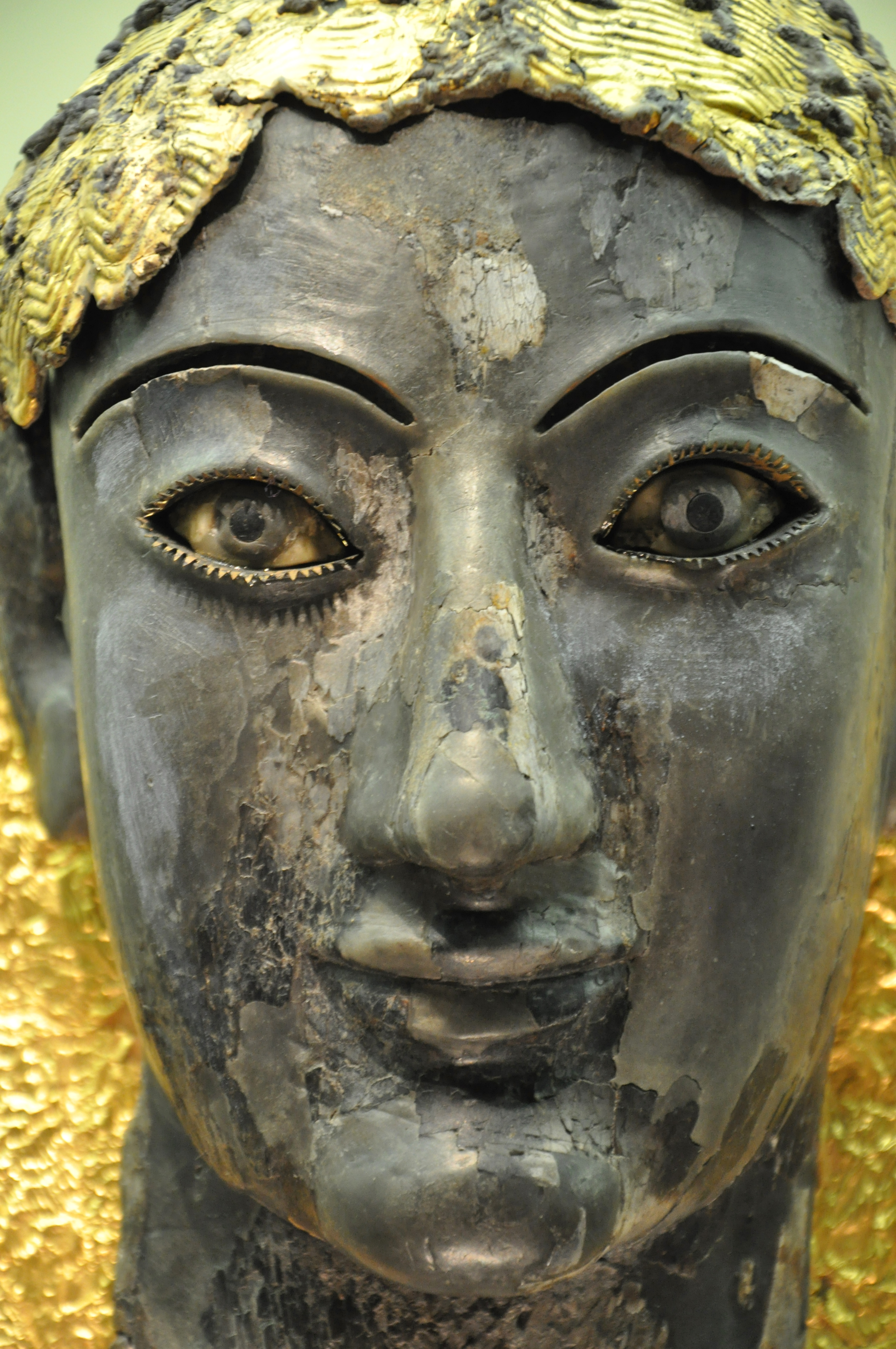
Хрисоэлефантинная скульптура

## Традиционный метод и техники золочения

### Золочение на кляре
Вероятно, уже со времён Древнего Египта в качестве подслоя («подвода» или «подпуска») под сусальное золото используется кляр.

### Высокотемпературное золочение
Высокотемпературное золочение — одна из наиболее древних техник. На Руси этот способ носил название жжёного злата и широко использовался с IX века. Способ представляет собой прокаливание растворённого в ртути высокопробного золота (амальгамы) до полного испарения ртути.
Эта технология была широко распространена в архитектуре, наиболее известные примеры:  позолота куполов Исаакиевского собора Санкт-Петербурга (1838—1841) и шпиля колокольни Петропавловского собора там же (1735 и 1744 годы).
Ещё одним из направлений использования огневого золочения являлась одноимённая техника иконописи на металле - золотая наводка. Один из самых известных памятников этой техники — "огневое золочение" Златых врат Суздальского собора (13 век).
Достоинство — высокая коррозионная стойкость и долговечность покрытия. Недостаток — высокая токсичность ртути.

### Золочение на масляной основе
Золочение на масляной основе, на мордан или на микстьен и отлип применяется для золочения металлических поверхностей (памятников, оград, куполов, свинцовых фигур), гипсовых и каменных поверхностей, а также для интерьерного золочения. Золочение на мордан получается матовым в случае, если поверхность под нанесение позолоты подготовлена не соответствующим образом либо с ней работает неопытный мастер.

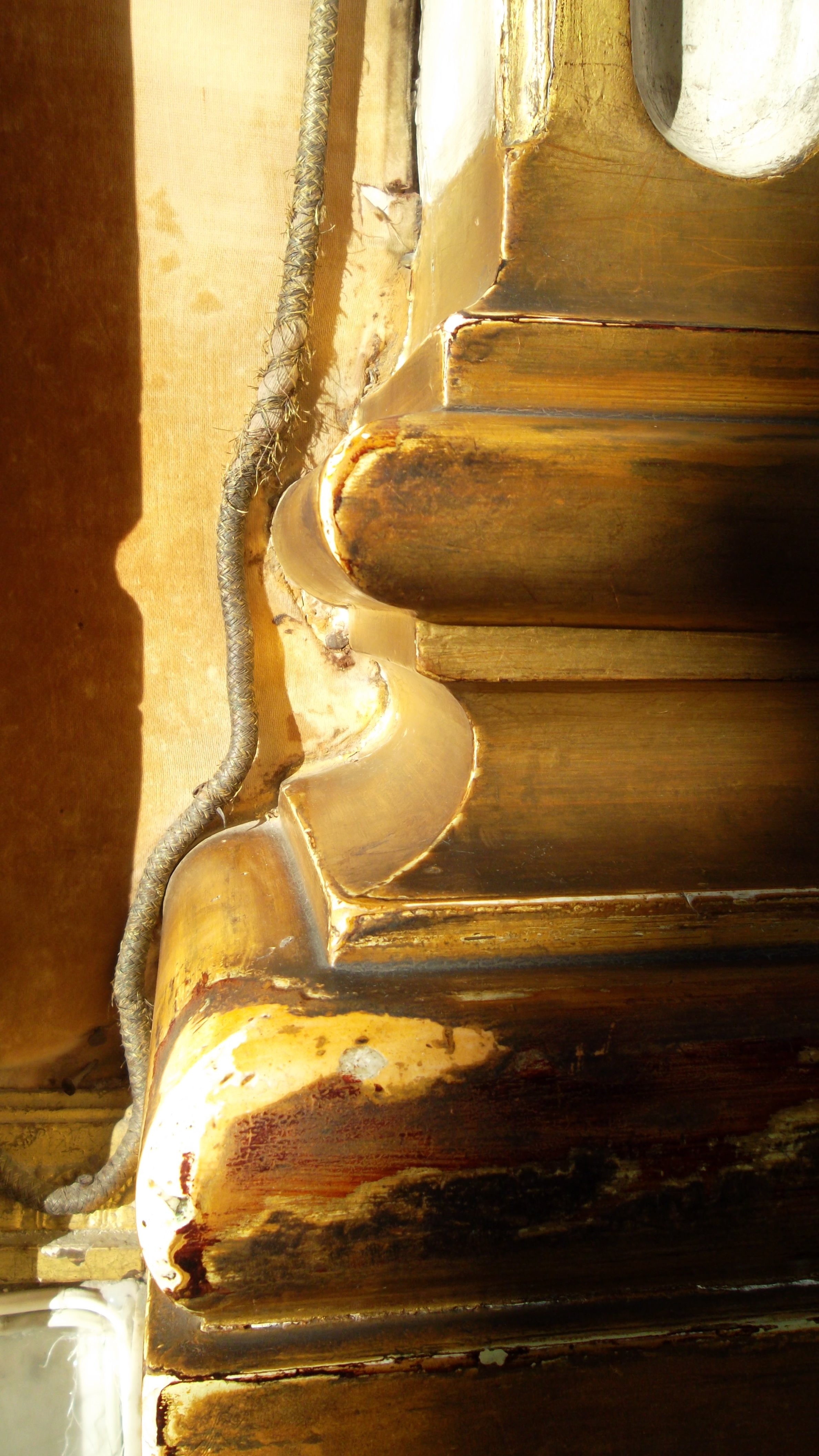
Истёртые слои полимента

### Золочение на клеющей основе
Золочение на клеющей основе применяется на всех грунтах по дереву, по полотну, стеклу и металлу. Гульфарба составляется из лака-мордана с примесью небольшого количества оранжевого крона, растёртого на льняном масле. Крон к лаку примешивается как подкладка под золото, чтобы оно имело более сильный и глубокий тон. Место для позолоты тщательно подготавливается, так чтобы поверхность, на которую будет накладываться золото, была ровной и чистой.
Дальше эти места прокрашиваются кистью жирным слоем гульфарбы и затем просушиваются. Надо довести просушку гульфарбы до небольшого отлипа, тогда золото будет хорошо к ней приставать и будет иметь хороший блеск. Золото накладывается на гульфарбу лампемзелем, который поверх веерка слегка прижимается ватой. Полируют его не агатом, как позолоту на полимент, а слегка прижимая «притамповывая» и протирая тампоном ваты.

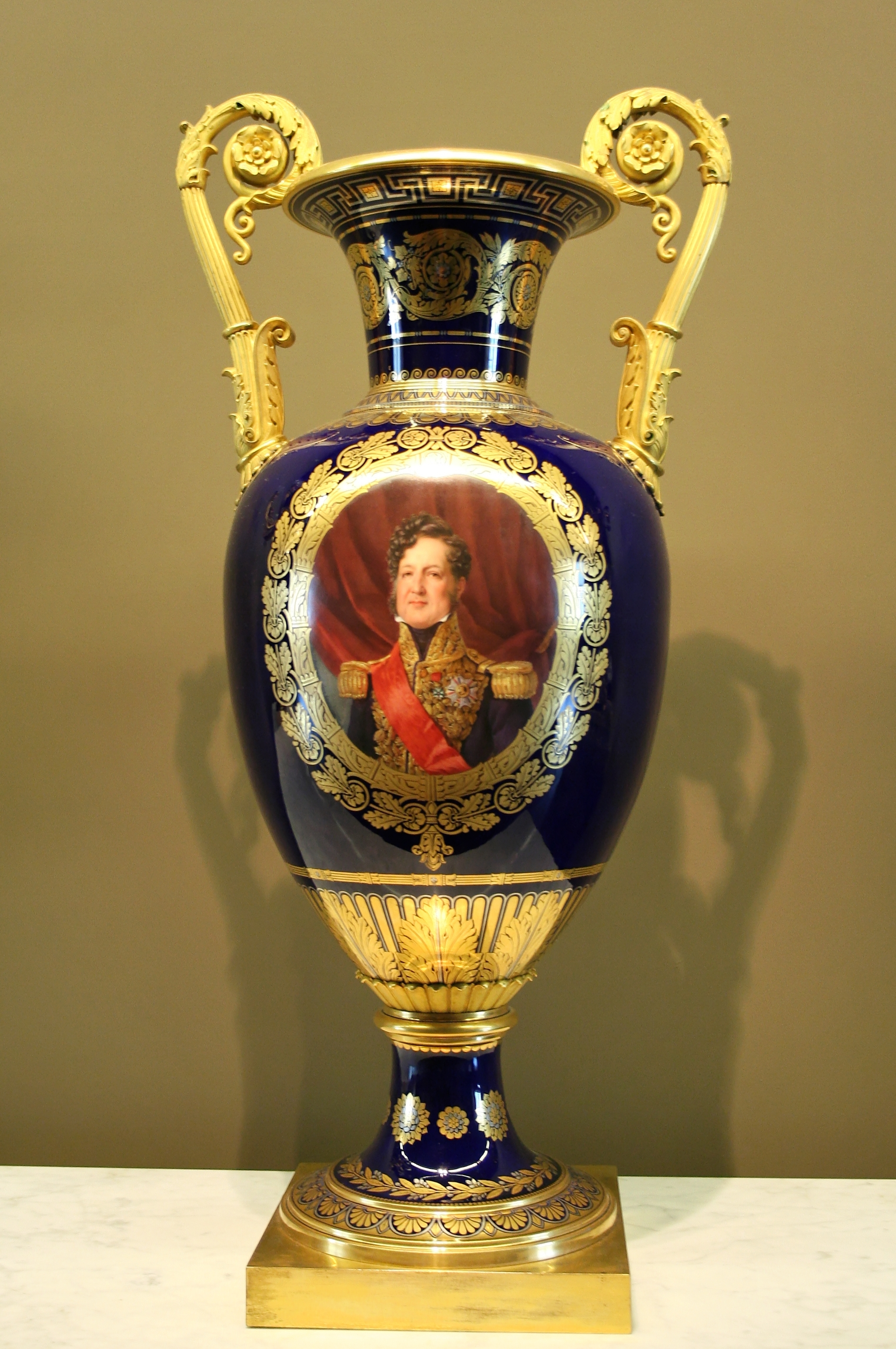
Позолота на фарфоре

### Золочение на глиняной основе
Золочение на глиняной основе или на полименте и полимерах применяется для золочения деревянных поверхностей (иконы, рамы) и только для интерьерного золочения. Это самый трудный, длительный и дорогой вид золочения. Полимент составляют из разведённых в воде и растёртых сиены жжёной, охры и мумии. Засушенная смесь перед позолотой размачивается и разводится на томлёном яичном белке. С конца XVI века таким составом покрывали левкас (грунт) под позолоту. В XVII веке полимент приготовляли из красной глины (болюса), мыла, воска, китового жира и яичного белка. Для того чтобы полимент имел сильный красно-коричневый тон, им прокрашивают по одному месту два-три раза. После просушки, когда полимент делается матовым, его стирают чистой суконкой, чтобы полиментная поверхность стала чистой, ровной и блестящей. Затем место, на которое будет накладываться золото, кистью смачивается сорокаградусной водкой, наполовину разбавленной водой.

### Золочение на водной основе
Золочение с использованием средств на водной основе применяется для золочения деревянных, гипсовых, металлических, полиуретановых и каменных поверхностей, в основном для интерьерного золочения.

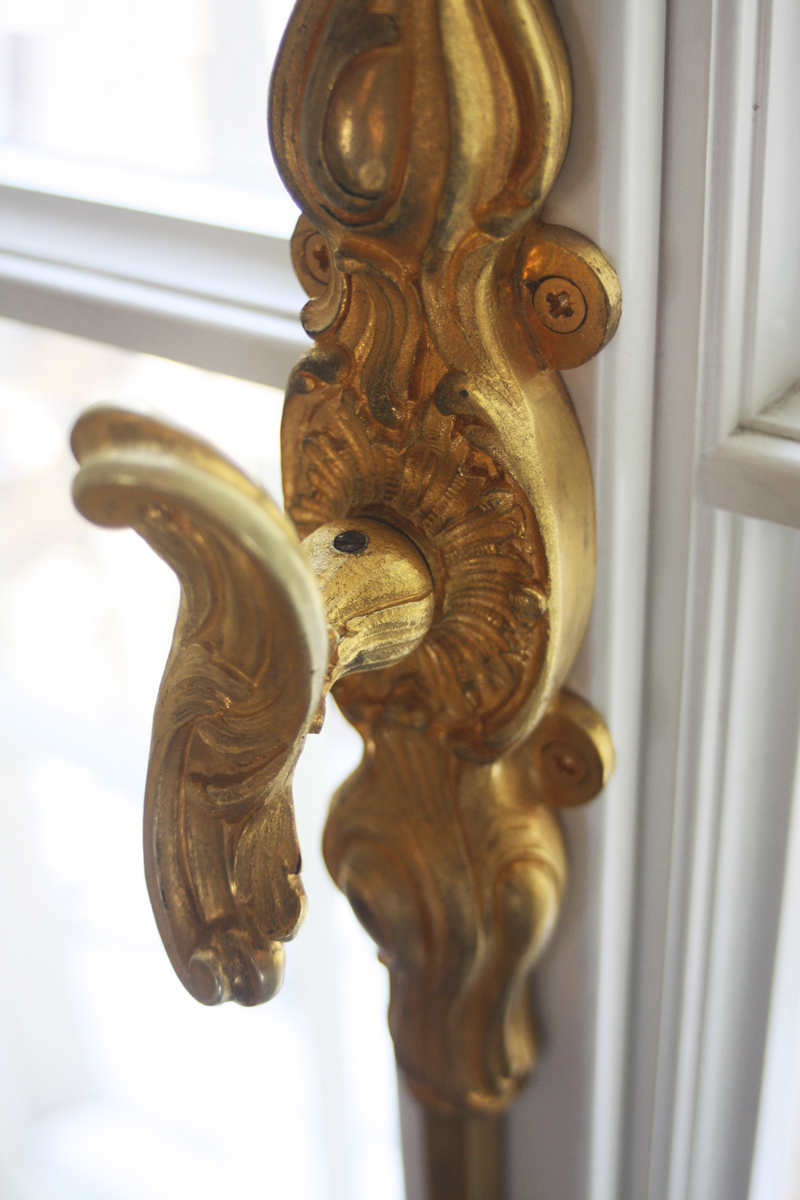
Золочение латунных декоративных элементов в Фойе Эрмитажного театра

### Современные технологии золочения
В современном виде технология, как правило, основана на принципе гальваники, что позволяет получать тончайшие покрытия из золота. Иногда для этих целей используется сусальное золото. Применяется для золочения различных поверхностей. Позолота как технологический приём широко распространена в ювелирном деле.
Гальванический процесс основан на электроосаждении золота. В основном этим процессом предусматривается применение цианистых электролитов, которые очень вредны. В настоящее время разработаны и получили широкое распространение кислые нецианистые электролиты, которые обеспечивают осаждение блестящих покрытий сплавами золото-кобальт и золото-никель.

## Галерея
- Применение сусального золота в репродукции панно XV века

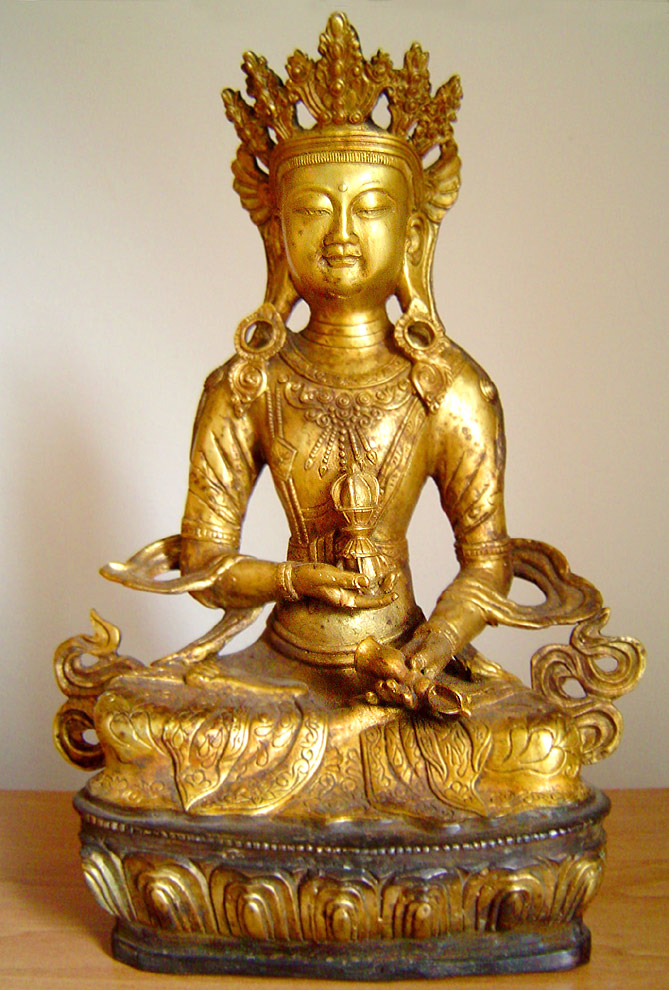
Позолоченный тибетский Ваджрасаттва
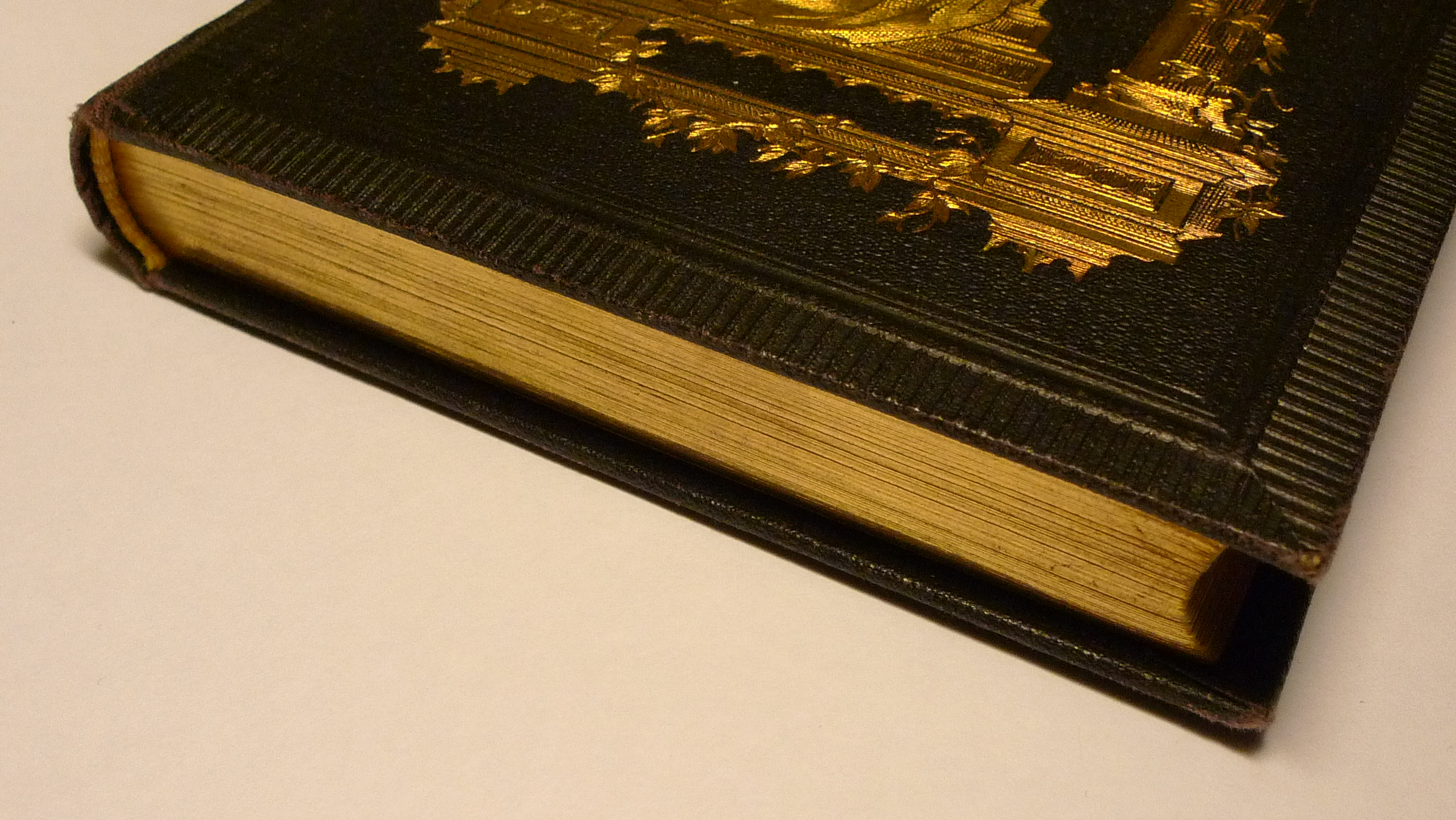
Края позолоченной страницы на книге.
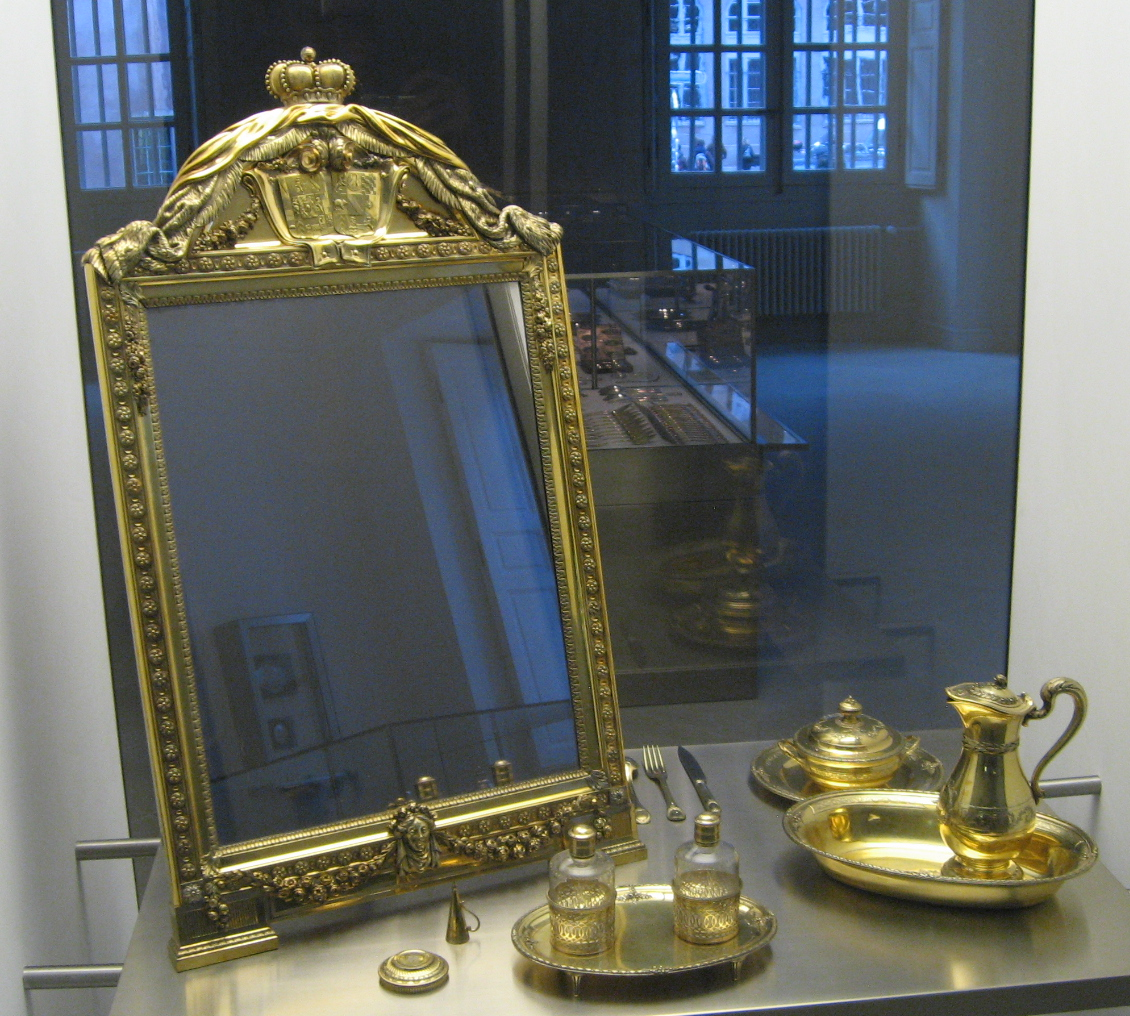
Серебряный позолоченный туалет Иоганна Якоба Кирстейна (1733–1816) в Музее декоративного искусства в Страсбурге
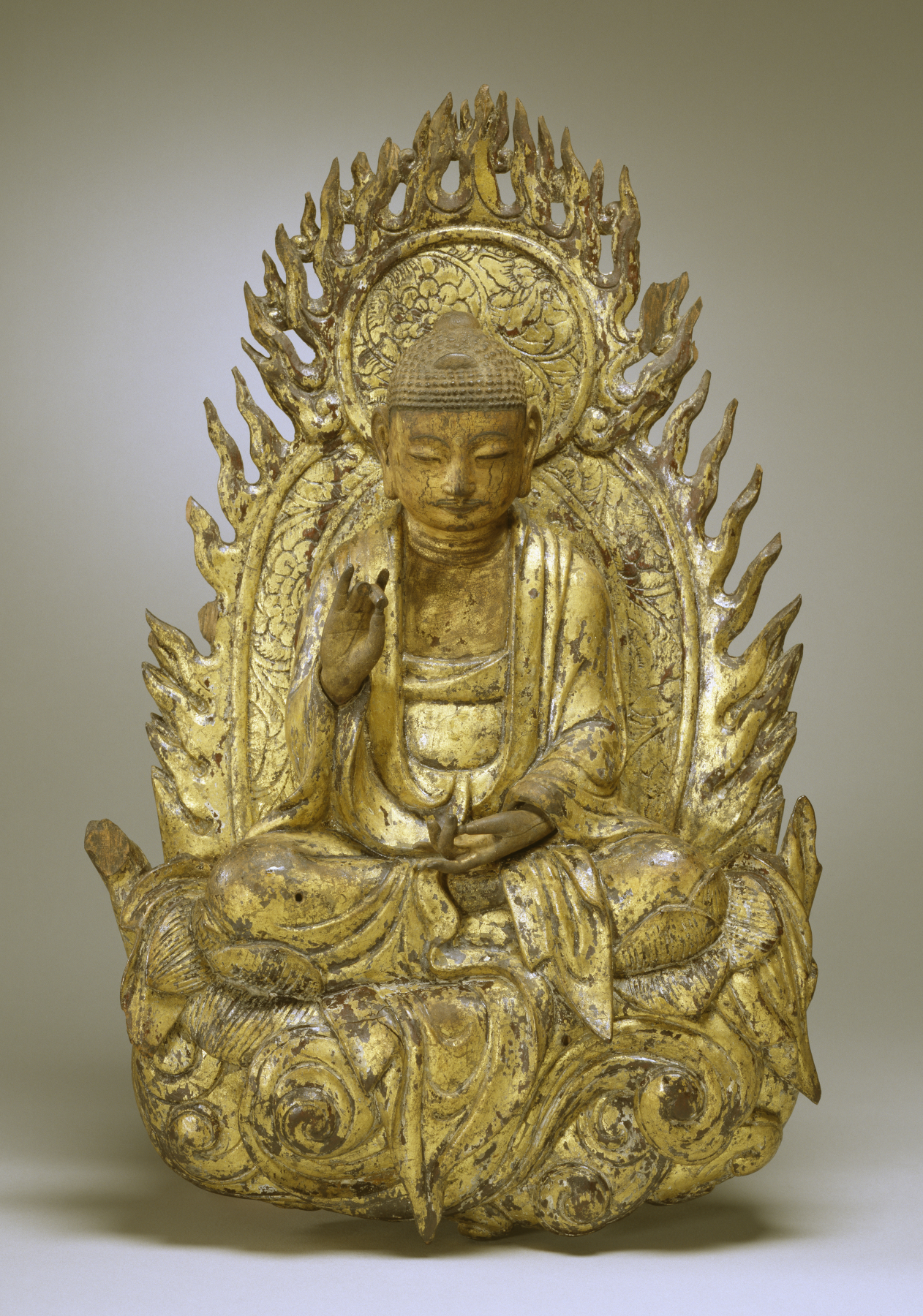
Будда Шакьямуни, XVI век, позолота по дереву. Художественный музей Уолтерс.